# FA Premier liga 2011./12.
FA Premier liga 2011./12. je bila 20. sezona engleske nogometne Premier lige. Započela je 13. kolovoza 2011., a završila 13. svibnja 2012. godine. U njoj se dvokružnim sustavom natjecalo 20 momčadi, koje je sačinjavalo 17 najbolje plasiranih momčadi iz prethodne sezone 2011./12. i 3 momčadi promaknute iz Championship lige - QPR, Norwich City i Swansea. Prvenstvo je s 89 bodova osvojio Manchester City, kojem je to bio treći naslov prvaka Engleske u povijesti.

## Momčadi i stadioni
| Momčad          | Grad                | Stadion                    | Kapacitet |
| --------------- | ------------------- | -------------------------- | --------- |
| Arsenal         | London              | Emirates Stadium           | 60361     |
| Aston Villa     | Birmingham          | Villa Park                 | 42785     |
| Blackburn       | Blackburn           | Ewood Park                 | 31154     |
| Bolton          | Bolton              | Reebok Stadium             | 28100     |
| Chelsea         | London              | Stamford Bridge            | 42449     |
| Everton         | Liverpool           | Goodison Park              | 40157     |
| Fulham          | London              | Craven Cottage             | 25700     |
| Liverpool       | Liverpool           | Anfield                    | 45276     |
| Manchester City | Manchester          | City of Manchester Stadium | 47405     |
| Manchester Utd  | Manchester          | Old Trafford               | 75811     |
| Newcastle       | Newcastle upon Tyne | St James' Park             | 52409     |
| Norwich City    | Norwich             | Carrow Road                | 27183     |
| QPR             | London              | Loftus Road                | 18439     |
| Stoke City      | Stoke-on-Trent      | Britannia Stadium          | 27740     |
| Sunderland      | Sunderland          | Stadium of Light           | 49000     |
| Swansea         | Swansea             | Liberty Stadium            | 20750     |
| Tottenham       | London              | White Hart Lane            | 36230     |
| West Brom       | West Bromwich       | The Hawthorns              | 27877     |
| Wigan           | Wigan               | DW Stadium                 | 25133     |
| Wolverhampton   | Wolverhampton       | Molineux Stadium           | 27828     |

## Poredak na kraju sezone
| #   | Momčad          | Ut. | Pob. | N. | Por. | G+ | G- | RG  | Bod. |                                                              |
| --- | --------------- | --- | ---- | -- | ---- | -- | -- | --- | ---- | ------------------------------------------------------------ |
| 1.  | Manchester City | 38  | 28   | 5  | 5    | 93 | 29 | +64 | 89   | Kvalificirali se izravno u grupnu fazu Lige prvaka           |
| 2.  | Manchester Utd  | 38  | 28   | 5  | 5    | 89 | 33 | +56 | 89   | Kvalificirali se izravno u grupnu fazu Lige prvaka           |
| 3.  | Arsenal         | 38  | 21   | 7  | 10   | 74 | 49 | +25 | 70   | Kvalificirali se izravno u grupnu fazu Lige prvaka           |
| 4.  | Tottenham       | 38  | 20   | 9  | 9    | 66 | 41 | +25 | 69   | Kvalificirali se izravno u grupnu fazu Europske lige         |
| 5.  | Newcastle       | 38  | 19   | 8  | 11   | 56 | 51 | +5  | 65   | Kvalificirali se u doigravanje Europske lige                 |
| 6.  | Chelsea         | 38  | 18   | 10 | 10   | 65 | 46 | +19 | 64   | Kvalificirali se izravno u grupnu fazu Lige prvaka           |
| 7.  | Everton         | 38  | 15   | 11 | 12   | 50 | 40 | +10 | 56   |                                                              |
| 8.  | Liverpool       | 38  | 14   | 10 | 14   | 47 | 40 | +7  | 52   | Kvalificirali se u treće kolo kvalifikacija za Europsku ligu |
| 9.  | Fulham          | 38  | 14   | 10 | 14   | 48 | 51 | -3  | 52   |                                                              |
| 10. | West Brom       | 38  | 13   | 8  | 17   | 45 | 52 | -7  | 47   |                                                              |
| 11. | Swansea         | 38  | 12   | 11 | 15   | 44 | 51 | -7  | 47   |                                                              |
| 12. | Norwich City    | 38  | 12   | 11 | 15   | 52 | 66 | -14 | 47   |                                                              |
| 13. | Sunderland      | 38  | 11   | 12 | 15   | 45 | 46 | -1  | 45   |                                                              |
| 14. | Stoke City      | 38  | 11   | 12 | 15   | 36 | 53 | -17 | 45   |                                                              |
| 15. | Wigan           | 38  | 11   | 10 | 17   | 42 | 62 | -20 | 43   |                                                              |
| 16. | Aston Villa     | 38  | 7    | 17 | 14   | 37 | 53 | -16 | 38   |                                                              |
| 17. | QPR             | 38  | 10   | 7  | 21   | 43 | 66 | -23 | 37   |                                                              |
| 18. | Bolton          | 38  | 10   | 6  | 22   | 46 | 77 | -31 | 36   | Ispali u Championship                                        |
| 19. | Blackburn       | 38  | 8    | 7  | 23   | 48 | 78 | -30 | 31   | Ispali u Championship                                        |
| 20. | Wolverhampton   | 38  | 5    | 10 | 23   | 40 | 82 | -42 | 25   | Ispali u Championship                                        |

## Najbolji strijelci lige
| Poz. | Igrač             | Klub            | Golovi |
| ---- | ----------------- | --------------- | ------ |
| 1    | Robin van Persie  | Arsenal         | 30     |
| 2    | Wayne Rooney      | Manchester Utd  | 27     |
| 3    | Sergio Agüero     | Manchester City | 23     |
| 4    | Clint Dempsey     | Fulham          | 17     |
| 4    | Emmanuel Adebayor | Tottenham       | 17     |
| 4    | Yakubu Aiyegbeni  | Blackburn       | 17     |
| 7    | Demba Ba          | Newcastle       | 16     |

## Nagrade
| Nagrada                      | Osvajač         | Klub            |
| ---------------------------- | --------------- | --------------- |
| Menadžer sezone Premier lige | Alan Pardew     | Newcastle       |
| Igrač sezone Premier lige    | Vincent Kompany | Manchester City |

## Momčad sezone (u formaciji 4–4–2)
| Golman    | Joe Hart (Manchester City)    | Joe Hart (Manchester City)    | Joe Hart (Manchester City)    | Joe Hart (Manchester City)        | Joe Hart (Manchester City)        | Joe Hart (Manchester City)        | Joe Hart (Manchester City)     | Joe Hart (Manchester City)     | Joe Hart (Manchester City)     | Joe Hart (Manchester City)    | Joe Hart (Manchester City)    | Joe Hart (Manchester City)    |
| Obrana    | Kyle Walker (Tottenham)       | Kyle Walker (Tottenham)       | Kyle Walker (Tottenham)       | Vincent Kompany (Manchester City) | Vincent Kompany (Manchester City) | Vincent Kompany (Manchester City) | Fabricio Coloccini (Newcastle) | Fabricio Coloccini (Newcastle) | Fabricio Coloccini (Newcastle) | Leighton Baines (Everton)     | Leighton Baines (Everton)     | Leighton Baines (Everton)     |
| Vezni red | David Silva (Manchester City) | David Silva (Manchester City) | David Silva (Manchester City) | Yaya Touré (Manchester City)      | Yaya Touré (Manchester City)      | Yaya Touré (Manchester City)      | Scott Parker (Tottenham)       | Scott Parker (Tottenham)       | Scott Parker (Tottenham)       | Gareth Bale (Tottenham)       | Gareth Bale (Tottenham)       | Gareth Bale (Tottenham)       |
| Napad     | Robin van Persie (Arsenal)    | Robin van Persie (Arsenal)    | Robin van Persie (Arsenal)    | Robin van Persie (Arsenal)        | Robin van Persie (Arsenal)        | Robin van Persie (Arsenal)        | Wayne Rooney (Manchester Utd)  | Wayne Rooney (Manchester Utd)  | Wayne Rooney (Manchester Utd)  | Wayne Rooney (Manchester Utd) | Wayne Rooney (Manchester Utd) | Wayne Rooney (Manchester Utd) |